# Armin Giere
Armin Giere (* 24. Juni 1936; † August 2017 in Frankfurt am Main) war ein deutscher Basketballfunktionär und -trainer. Er galt als prägende Persönlichkeit in der Entwicklung des Basketballsports in Hessen.

## Leben
Giere kam in den 1950er Jahren zum Basketballsport und war mehr als 60 Jahre lang Mitglied der Basketballabteilung von Eintracht Frankfurt. Von 1976 bis 1984 war er Vorsitzender der Eintracht-Basketballabteilung. Als Auszeichnung für seine langjährige ehrenamtliche Tätigkeit wurde Giere zum Ehrenmitglied von Eintracht Frankfurt ernannt. Er war als Spieler aktiv, als Trainer führte er Eintrachts weibliche A-Jugend 1966 zum deutschen Meistertitel. Im Spieljahr 1978/79 sowie von 1980 bis 1983 war er Trainer von Eintrachts Herrenmannschaft, davon 1978/79 sowie 1980/81 in der 2. Basketball-Bundesliga.
Beim Hessischen Basketball-Verband (HBV) war er ab 1961 als Rechtswart tätig, später er beim HBV zudem Schulsportbeauftragter, Jugendwart und Sportwart. Von 1974 bis 2015 war Giere Vorsitzender des Basketballbezirkes Frankfurt. 1977 wurde Giere vom HBV die Goldene Verdienstnadel und 1984 die Goldene Leistungsnadel verliehen.
Im September 2006 wurde er vom Deutschen Basketball-Bund (DBB) für seine langjährige Tätigkeit im Basketballsport ausgezeichnet.
Ende August 2017 starb er im Alter von 81 Jahren. Giere wurde in einem Nachruf seitens des HBV-Vorsitzendens Michael Rüspeler als „Persönlichkeit, die wie kaum ein anderer den hessischen Basketball in den vergangenen Jahrzehnten mitprägte“ beschrieben.